# Liochthonius peduncularius
Liochthonius peduncularius är en kvalsterart som först beskrevs av Karl Strenzke 1951.  Liochthonius peduncularius ingår i släktet Liochthonius och familjen Brachychthoniidae. Inga underarter finns listade i Catalogue of Life.